# Бурдыляк, Сергей Анатольевич
Сергей Анатольевич Бурдыляк (укр. Сергій Анатолійович Бурдиляк; 18 апреля 1965, Львов — 16 марта 2023, Киев) — украинский дипломат. Чрезвычайный и Полномочный Посол Украины в Исламской Республике Иран (2015—2022). Чрезвычайный и Полномочный Посланник первого класса (2016).

## Биография
Родился 18 апреля 1965 года во Львове. В 1998 году окончил Дипломатическую академию Министерства иностранных дел Украины.
С мая 1994 года работал в системе Министерства иностранных дел Украины в Управлении стран Азии и Тихоокеанского региона, Ближнего и Среднего Востока и Африки, направлялся в заграничные командировки в Посольство Украины в Китайской Народной Республике.
С августа 2009 по март 2014 года — Генеральный консул Украины в Шанхае.
С июля 2014 года — Посол по особым поручениям Департамента стран Азиатско-Тихоокеанского региона МИД Украины.
С 8 декабря 2015 по 24 июня 2022 года — Чрезвычайный и Полномочный Посол Украины в Исламской Республике Иран.
Скончался 16 марта 2023 года.